# Porta Pinciana

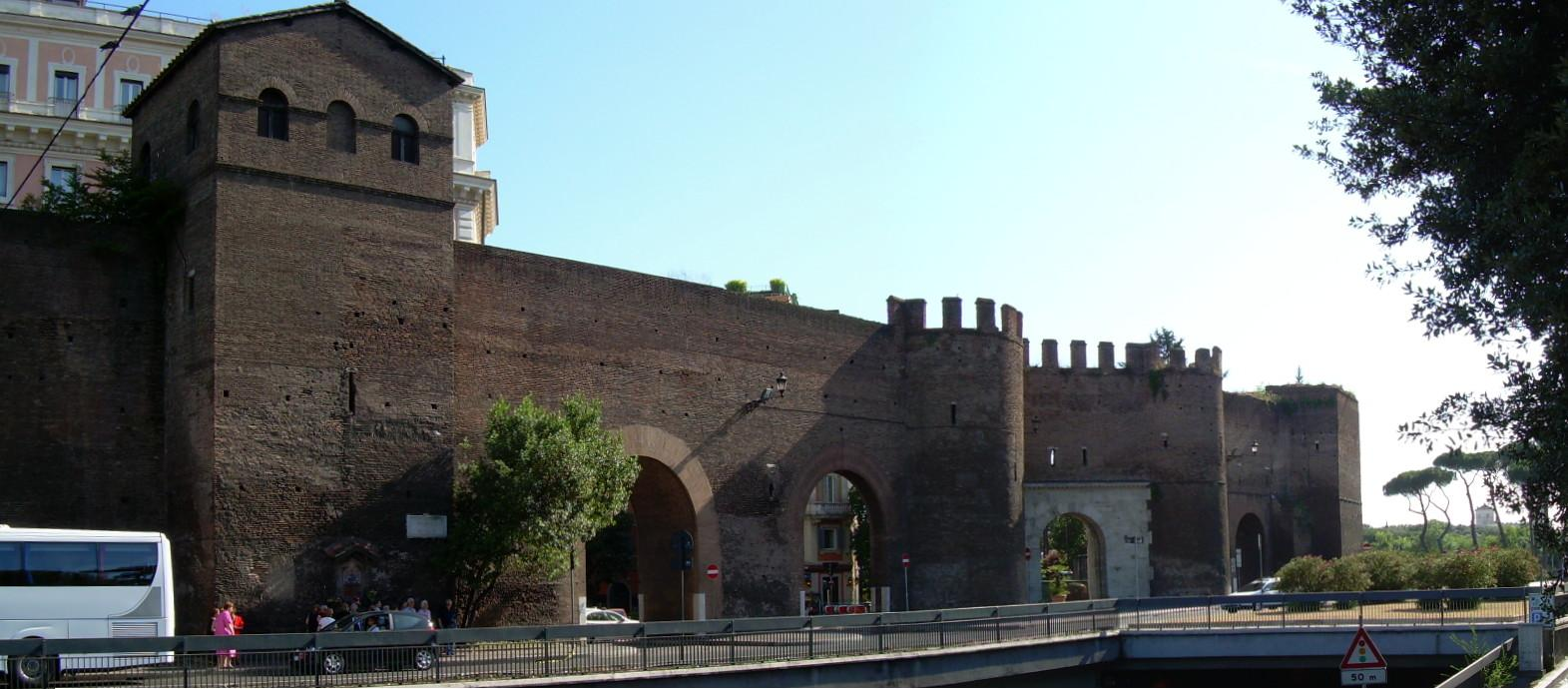
Porta Pinciana

Porta Pinciana è una delle porte nelle Mura aureliane di Roma.

## Storia
Il suo nome deriva dalla Gens Pincia che possedeva il colle omonimo. Anticamente ebbe anche il nome di Porta Turata, perché murata, e Porta Salaria Vetus, perché da qui usciva la più antica via Salaria che, poco più avanti, si congiungeva con il tracciato della via Salaria Nova. La tradizione popolare medievale  le assegnò anche il nome di “Porta Belisaria”: secondo una leggenda, infatti, il generale Bizantino Belisario, ormai vecchio e cieco, mendicava nei pressi della porta, alla cui destra era ancora visibile, all'inizio del XIX secolo, una scritta graffita, ora scomparsa, in caratteri medievali: ”Date obolum Belisario”. La storia è del tutto falsa, anche perché Belisario morì in ricchezza, e non a Roma bensì a Costantinopoli. L'unico elemento che potrebbe giustificare il nome è dato dal fatto che Belisario aveva forse il suo quartier generale nei pressi della porta.
Fu realizzata dall'imperatore Onorio nel corso del restauro operato nel 403, ingrandendo la preesistente posterula di epoca aureliana e realizzando le due torri laterali a base semicircolare. La paura delle invasioni barbariche era tale che Onorio provvide a rialzare l'intera cinta muraria ed a rinforzare le torri e le porte; quelle prive di torri difensive, come appunto la Pinciana, l'Asinaria e la Metronia, ne furono provviste e vennero allestite merlature e posti di guardia. La porta Pinciana passò così da un ruolo di passaggio di terz'ordine ad una posizione di estrema importanza strategica, posizionata com'era in cima al colle: il suo unico arco in laterizio, collocato a metà fra due dei tanti contrafforti quadrati che sporgevano dalle mura, venne ampliato e rinforzato, e furono aggiunte le due torri cilindriche ai lati, stranamente asimmetriche. L'arcata originaria, in travertino, è tuttora esistente.
La Porta Pinciana è strettamente legata, dal punto di vista storico, al nome di Belisario. Nel tratto di mura che va dal Muro Torto al Castro Pretorio, infatti, la primavera del 537 il generale bizantino combatté vittoriosamente, con poche migliaia di uomini, contro Vitige, alla testa di 150.000 Goti (ma la cifra sembra decisamente eccessiva) respingendo il tentativo di assalto alla città. È forse riferita a questo episodio la presenza della croce greca incisa sul lato esterno dell'arco della porta.
Una testimonianza dell'VIII secolo la riporta murata, ma non si sa quando e perché fu chiusa, né quando fu riaperta. Venne murata ancora una volta nel 1808 e riaperta nel 1887. A fronte di una indubbia, anche se limitata al solo episodio di Vitige, importanza militare, la porta Pinciana non ebbe mai molto rilievo dal punto di vista del traffico cittadino, che era quasi completamente assorbito dalla vicina Porta Salaria

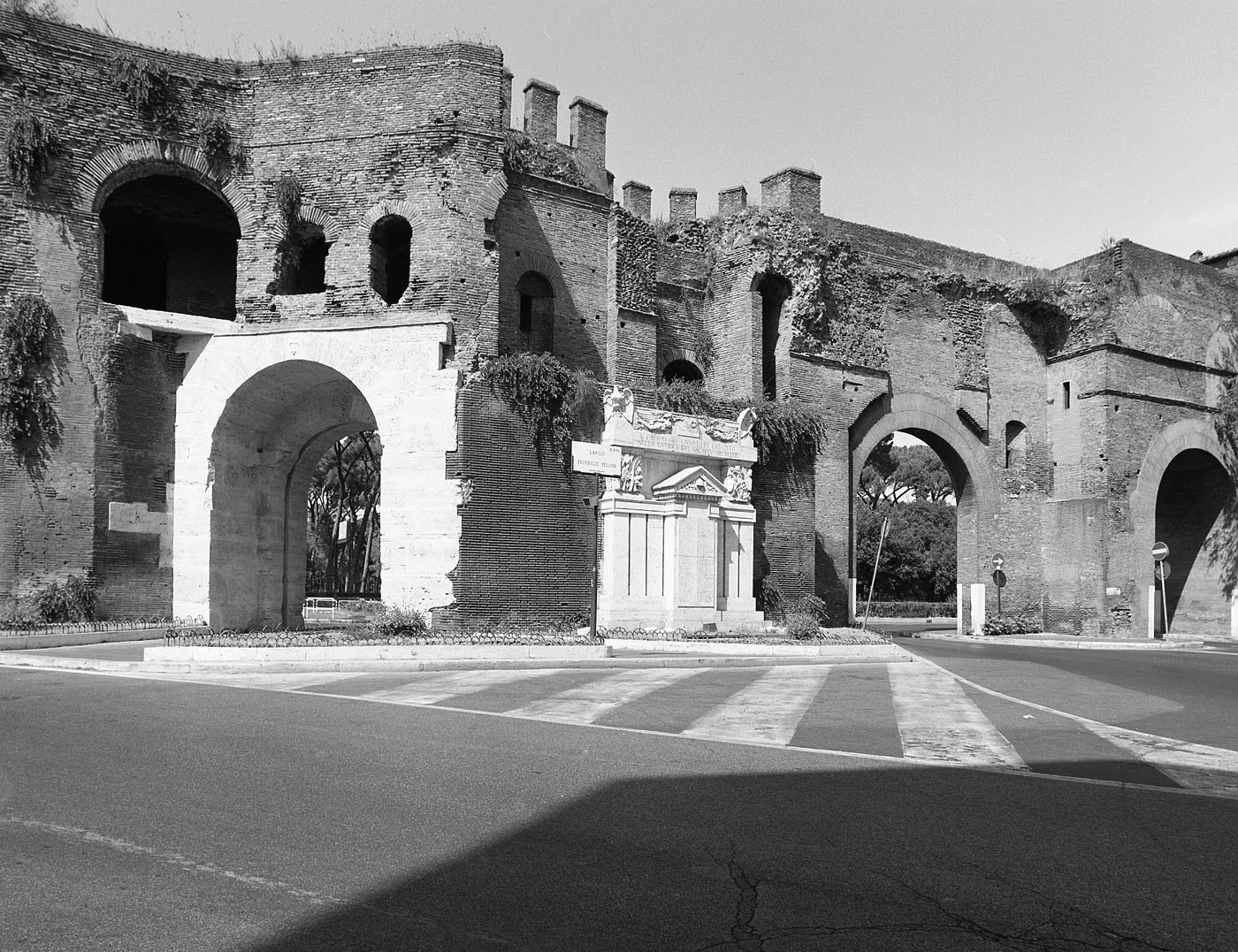
Porta Pinciana (2011)

Già dal V secolo e almeno fino al XV, è attestato come prassi normale l'istituto della concessione in appalto o vendita a privati delle porte cittadine e della riscossione del pedaggio per il relativo transito. In un documento del 1467 è riportato un bando che specifica le modalità di vendita all'asta delle porte cittadine per un periodo di un anno. Al prezzo di 79 fiorini currenti e bolognini 10 un certo conte de Stefano Maccaroni si aggiudicò, nel 1474, con un unico lotto, la porta Pinciana e la Salaria: si trattava di un prezzo abbastanza alto, e alto doveva quindi essere anche il traffico cittadino per quei passaggi, per poter assicurare un congruo guadagno al compratore. Guadagno che era regolamentato da precise tabelle che riguardavano la tariffa di ogni tipo di merce, ma che era abbondantemente arrotondato da abusi di vario genere, a giudicare dalla quantità di gride, editti e minacce che venivano emessi.
I due fornici laterali oggi esistenti sono stati realizzati in epoca moderna. ma la Pinciana è una delle poche porte di Roma i cui restauri non hanno influito pesantemente sull'aspetto originario, ed è quindi rimasta praticamente quasi uguale a com'era in origine.

## Galleria d'immagini

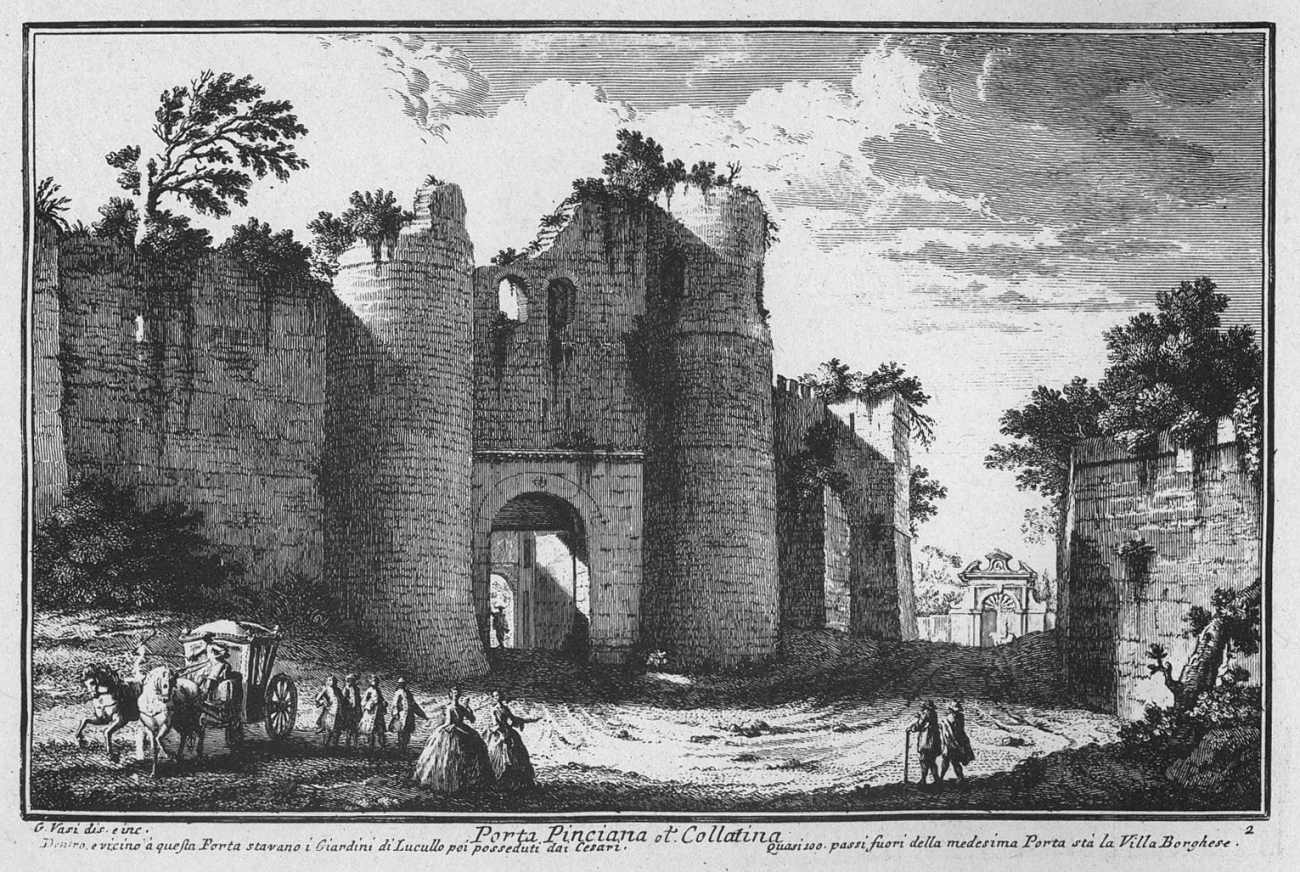
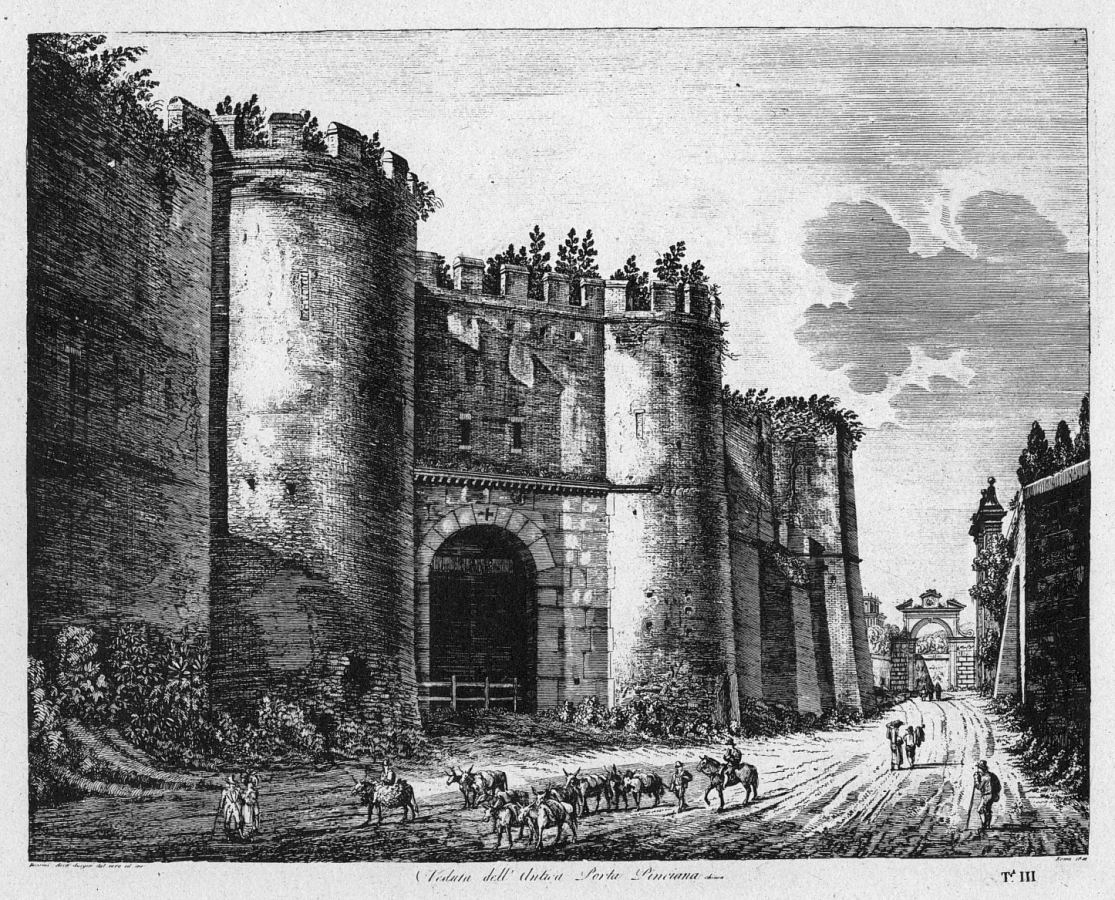
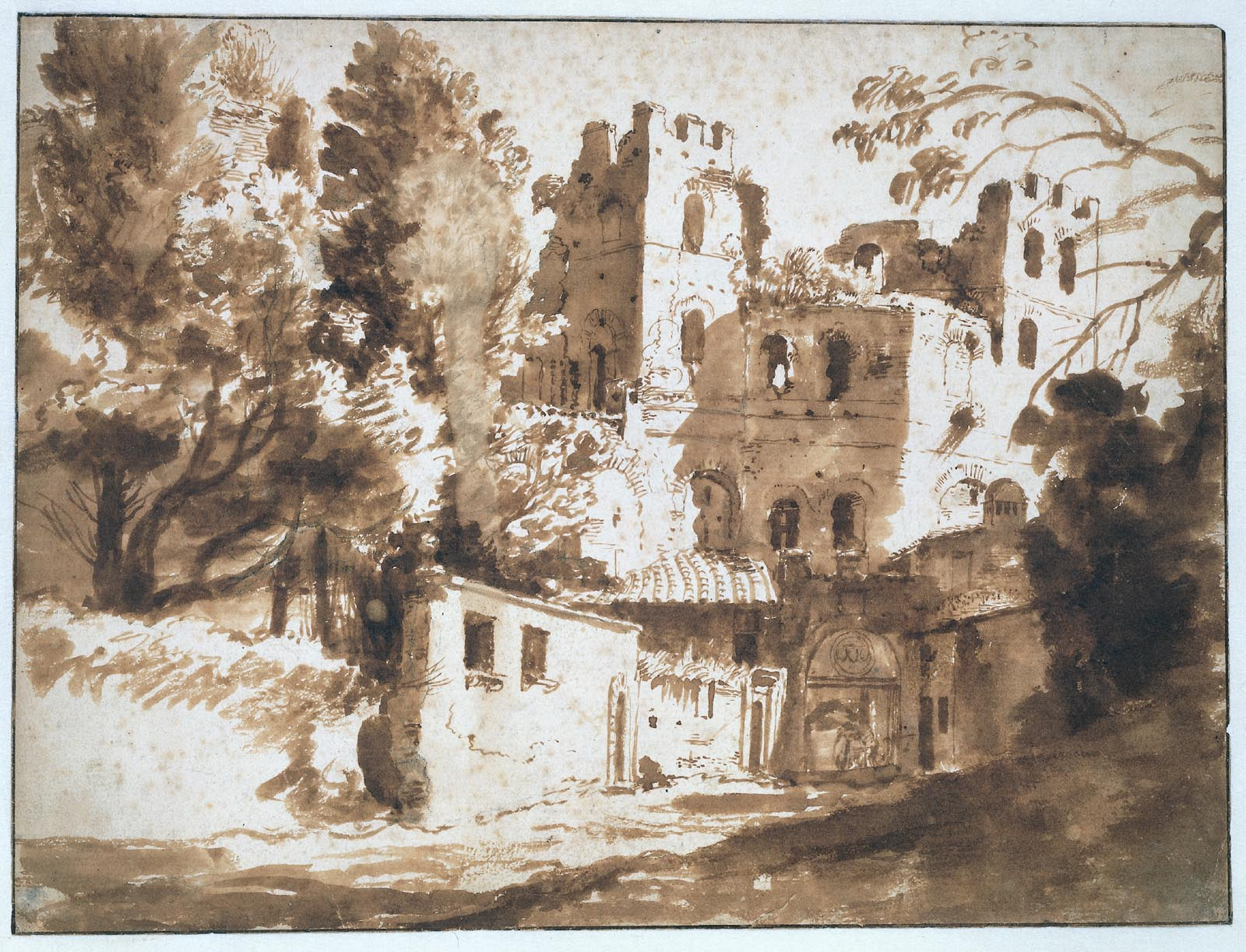